# Knockmealdown
Il Knockmealdown (in gaelico irlandese Cnoc Mhaoldomhnaigh) è un monte irlandese facente parte della catena dei Monti Knockmealdown, di cui rappresenta la cima più elevata. Situato sul confine tra la contea di Tipperary e la contea di Waterford; la cima è situata su quest'ultima, ed è anche il punto più alto di tale contea.
Generalmente si risale la montagna da Est, risalita che prevede tuttavia di passare anche per il Sugarloaf Hill. Si può anche seguire il torrente Glannandaree dall'incrocio tra le strade R668 e R669.